# 모지다스크루지스

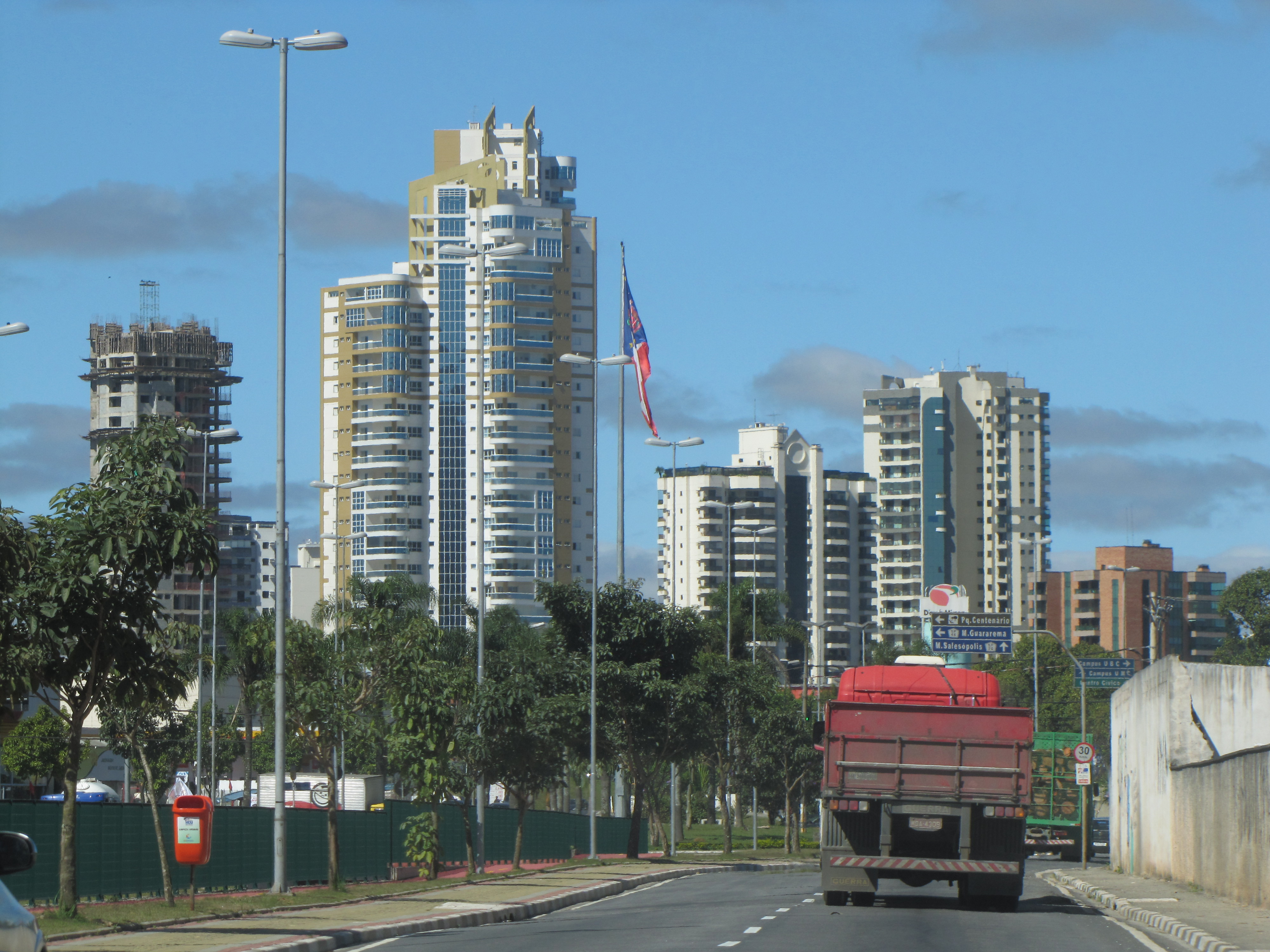
모지다스크루지스

모지다스크루지스의 위치

모지다스크루지스(포르투갈어: Mogi das Cruzes)는 브라질 상파울루주의 도시로 면적은 725km2, 높이는 780m, 인구는 387,241명(2010년 기준), 인구 밀도는 542.24명/km2이다.

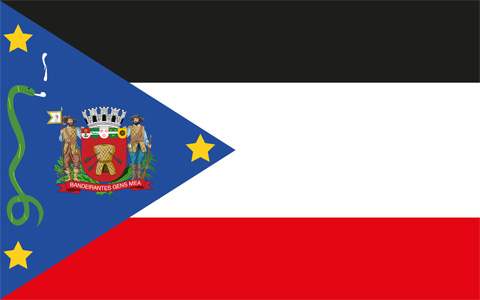
시기
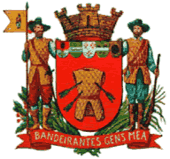
시 문장